# Zatracené duše
Zatracené duše (v anglickém originále Lost Girls) je šestý díl první řady amerického televizního seriálu Upíří deníky. Premiéru měla 15. října 2009 na televizní stanici The CW a v ČR byla vysílána 7. června 2012 na stanici Nova. Scénář epizody napsali Kevin Williamson a Julie Plec, režíroval ji Marcos Siega. 

## Děj
Epizoda začíná přesně tam, kde minulá skončila. Elena (Nina Dobrev) se zeptá Stefana (Paul Wesley), co se děje. Předtím, než jí Stefan odpoví, je zde zpětný záběr do roku 1864, ve kterém vidíme Katherine a Stefana. Zpět v roce 2009, Stefan přizná, že je upír a Elena uteče, i když se to Stefan snaží vysvětlit. Sleduje jí do jejího domu a slíbí jí, že jí neublíží a řekne jí, že pije zvířecí krev, a že to byl Damon (Ian Somerhalder), kdo zabil všechny ty lidi. Elena stále vyšiluje a řekne mu, aby odešel.
Damon je na hřbitově a snaží se zničit stopy, potom co zabil Vickiiny (Kayla Ewell) přátele. Zavolá Stefanovi a požaduje svůj prsten, když polévá těla alkoholem, aby je spálil. Stefan odvpoví, že mu jeho prsten dá, ale ne hned. Položí mobil, a když jde za Vicki, aby ji polil alkoholem, probudí se.
Následující den Elena potká Stefana, aby si promluvili. Stefan odpoví na její otázky o upírech, ale je naštvaná, protože nechává Damona hrát si takhle s Caroline (Candice Accola). Stefan souhlasí, že to není dobře, ale je nebezpečnější něco Damonovi zakázat. Také jí řekne, že před lety lidé v Mystic Falls věděli o upírech, ale protože to nedopadlo dobře, požádá jí, aby to nikomu neřekla. Elena si tím není jistá, ale souhlasí s tím, že mu dá den, aby jí přesvědčil.
Šerifka Forbesová (Marguerite MacIntyre) a Logan (Chris Johnson) najdou těla a ví, že je zabil upír. Logan jí informuje, že se mu podařilo vzít Gilbertovi hodinky, a že je musí vzít ke starostovi (Robert Pralgo). Starosta dostane hodinky a vsadí je do další starožitnosti, řekne, že je to hotové a předá je Loganovi.
Damon je uvězněn v domě, protože nemůže na slunce a začíná být nedočkavý, když čeká na Stefana, aby mu vrátil prsten. Vzal s sebou Vicki, která leží na gauči. Rozhodne se, že jí nakrmí jeho krví, i když řekne, že toho bude litovat. Vicki se cítí o mnoho lépe po tom, co vypila krev a oba se baví tím, že pijí a tančí. Potom Damon nečekaně zlomí Vicki vaz.
Stefan vezme Elenu do lesa, kde býval jeho dům a stále jí vypráví o jeho minulosti. Mezitím co mluví, je zde další zpětný záběr s ním, Katherine a Damonem. Oni dva hrají fotbal a Katherine je vyruší. Flirtuje se Stefanem, vezme míč a běží. Oba dva jí začnou honit. V další scéně, Katherine řekne, že potřebuje doprovod na ples zakladatelů a oba bratři se jí nabídnou.
Zpátky v přítomnosti, Stefan řekne Eleně, že si ho Katherine vybrala, aby jí na ples doprovodil. Damon na ní nebyl naštvaný. Stefan řekne Eleně, že tu noc vzal Katherine na ples, Damon s ní byl také. Zpět v roce 1864, kde Katherine a Stefan byli spolu v posteli a bylo odhaleno, že Katherine byla upír a kousne Stefana. Další ráno, je Stefan vystrašen, ale ovlivní ho, aby nic neřekl a řekne mu, že oni tři (ona, Stefan a Damon) budou vždy spolu. Stefan řekne Eleně, že Katherine ovládala jeho mysl a ovlivnila oba bratry, aby si navzájem nepověděli ono tajemství.
Vicki se probudí a ptá se, co se stalo. Damon jí řekne, že je mrtvá, protože jí zabil a informuje jí o tom, že se teď musí nakrmit lidskou krví, aby dokončila přeměnu na upíra. Vicki Damonovi nevěří a odejde za Jeremym   (Steven R. McQueen). V tu chvíli, kdy se tam dostane jí pálí oči, obtěžuje jí slunce, bolí jí hlava a má hlad. Jeremy si myslí, že je zfetovaná, a kvůli jejímu divnému chování zavolá Matta (Zach Roerig).
Matt tam dojde, ale nemůže moc pomoci, když Stefan a Elena přijedou. Stefan si uvědomí, co se děje a ovlivní Vicki, aby se uklidnila a řekne jí, že všechno bude v pořádku. Potom to vysvětlí Eleně a řekne jí, že se Vicki musí nakrmit lidskou krví, jinak zemře. Jeremy a Vicki  jsou sami v jeho pokoji, ale ona uteče, když ucítí potřebu ho kousnout. Stefan řekne, že jí může vystopovat a odejde, aby jí našel.
Když je tma, Damon opustí dům a jde za Elenou. Vidí, že se ho bojí a uvědomí si, že jí Stefan řekl o tom, že jsou upíři. Ujistí ji, že tu není proto, aby jí ublížil, ale hledá Stefana. Stefan tu není, odejde a žádá Elenu, aby řekla Stefanovi, že ho hledá pro případ, že ho uvidí. Mezitím Logan použije Gilbertovi hodinky, jako kompas.
Stefan najde brečící Vicki. Začíná si vzpomínat na věci a ví, co se s ní děje. Stefan slíbí, že může pomoci, ale Logan dorazí a střelí ho dřevěnými kulkami. Logan chce propíchnout Stefana kolíkem, ale Vicki ho odstrčí a Damon dorazí a zabije Logana. Potom vyjme kulku ze Stefana a všimne si, že je ze dřeva a uvědomí si, že o nich lidé ví. Vezme si zpět svůj prsten a Vicki se mezitím nakrmí Loganem, ať dokončí přeměnu.
Stefan se vrátí za Elenou, vysvětlit co se stalo, Omluví se za to, že nedokázal zachránit Vicky. Elena slíbí, že nikomu neřekne, že je upír, ale nechce se s tím potýkat, rozejde se s ním a epizoda končí, když brečí v jejím domě.

## Hudba
V epizodě "Zatracené duše" je použita následující hudba: 
- "Stood Up" od A Fine Frenzy
- "The Weight of the World" od Editors
- "Fader" od The Temper Trap
- "Enjoy the Silence" od Anberlin
- "21 Guns" od Green Day
- "Down" od Jason Walker
- "The Weight of Us" od Sanders Bohlke

## Ohlas

### Počet diváků
V původním americkém vysílání "Lost Girls" sledovalo 3,88 milionů lidí, o 0,36 milionu více, než předchozí epizodu.  

### Recenze
"Lost Girls" byl uznávaný kritiky.
Lauren Attaway ze Star Pulse dala epizodě B+ hodnocení a řekla, že to excelovalo, protože seriál dosáhl bodu zvratu.
Robin Franson Pruter z Forced Viewing ohodnotil epizodu s 4/4 a řekl, že tato epizoda byla tou, která jí přesvědčila o tom, že série budou fungovat. "Show se vrátí do roku 1864 ve vzrušující a tematicky bohaté epizodě. [...] Je to první jednoznačně dobrá epizoda sérií (“Friday Night Bites” byla krajní). Není perfektní [...] Ale, je zde mnoho dobrých věcí, že převáží nedostatky." Uzavře hodnocení s: "Celkově, “Zatracené duše” jsou vzrušující a vícevrstvé, epizoda, která přiměje diváky k tomu, že chtějí více poznat postavy a k zjištění, co se stane dál.
Matt Richenthal z TV Fanatic uvedl: "Od Eleniného objevu tajemství Salvatorů, až k Vickiině přeměně na upíra, "Zatracené duše" byla nejvýznamnější epizodou tohoto hitu CW."
Jen Yamato z HitFix řekl, že to byla doteď nejlepší epizoda. "V dosud nejlepší epizodě, pravda je vyřknuta, vytvoří se upíři, lidé umírají a Ian Somerhalder tančí po obývacím pokoji s rozepnutým tričkem – co můžete chtít více?"
Popsugar z Buzzsugar dala epizodě dobré hodnocení a řekla, že to byla jedna z jejích oblíbených, kvůli akci a zpětným záběrům. "Jedna z mých oblíbených scén tento týden? Tanec, jako by se nikdo nedíval sekvence Damona a Vicki. (Až na to, že jsem se koukala já. A milovala jsem to.) Jejich pomalý tanec byl poměrně roztomilý také, až do chvíle, než Damon zlomí Vicki vaz."
Lucia z Heroine TV pogratulovala tvůrcům (Siega, Williamson a Plec) k této hvězdné epizodě. "Neřekla bych nutně, že se mi líbila více, než minulý týden, ale pořádně jsem si ji užila a chci více. Je už příští týden? Tato show mě dělá netrpělivou."